# Melania die Ältere
Melania (* 342 in Rom; † 409 in Jerusalem, auch Melania von Rom oder Melania die Ältere genannt) war eine römische Adelige, die nach dem Tode ihres Ehemannes nach Ägypten pilgerte und später Gründerin eines Klosters in Jerusalem wurde. In der katholischen und orthodoxen Kirche wird sie als Heilige verehrt.

## Leben
Melania stammte aus dem alten römischen Geschlecht gens Antonia, ihr Vater oder ihr Großvater war der Konsul Antonius Marcellinus (Konsulat 361–363), ihr Vetter war Paulinus von Nola. Mit 16 Jahren heiratete sie den Präfekten Valerius Maximus, der Ehe entstammten drei Kinder. Ihr Ehemann starb, als sie 22 Jahre alt war, und auch zwei ihrer Kinder waren zu jener Zeit bereits gestorben. Melania gab ihren noch verbliebenen jungen Sohn Publicola in Pflege, verschenkte einiges von ihrem Besitz und reiste im Jahr 372 nach Ägypten, wo sie die Mönche in der Wüste von Nitria und einige der von Kaiser Valens verfolgte Christen besuchte. Sie reiste weiter in das Heilige Land und traf dort auf Paula von Rom und Rufinus von Aquileia, mit dem sie auf dem Ölberg ein Kloster gründete. Sie wurde Vorsteherin einer Gemeinschaft von etwa 50 Nonnen. In ihrem Kloster beherbergte sie auch Pilger, vor allem aus dem Umfeld von Theodosius I., der ein Verfechter der nicänischen Theologie war. Ein Gast in ihrem Kloster war Evagrius Ponticus. 
Ihr Sohn Publicola heiratete im Jahr 378 die Adelige Albina Ceionia, der Ehe entstammte mindestens eine 383 in Rom geborene Tochter, die nach ihrer Großmutter ebenfalls Melania genannt wurde.
Um 400 besuchte sie noch einmal ihre Heimatstadt und traf dabei auf ihre Enkelin, die damals als die reichste Frau Roms galt und die sie für eine Pilgerreise in das Heilige Land begeistern konnte. Auf ihrer Rückreise über Nordafrika vor 408 überbrachte Melania Augustinus in Hippo einen Brief ihres Cousins Paulinus von Nola. Sie starb 409, kurz nachdem sie nach Jerusalem zurückgekehrt war.